# Germarostes allorgei
Germarostes allorgei är en skalbaggsart som beskrevs av Renaud Maurice Adrien Paulian 1947. Germarostes allorgei ingår i släktet Germarostes och familjen Hybosoridae. Inga underarter finns listade i Catalogue of Life.